# One More Reggae for the Road
"One More Reggae for the Road" är en låt från 1979 av den brittiske musikern Bill Lovelady. Den fick stora framgångar i främst Sverige och Norge.
Ingmar Nordströms gjorde 1980 en cover på låten på albumet Saxparty 7. De spelade också in den med text på svenska av Olle Bergman, som "Ta din reggae en gång till", och gav ut den på singel samma år. De fick in sin version på Svensktoppen, där den låg i fem veckor under perioden 30 november 1980–11 januari 1981. Låten spelades även in på svenska av Flamingokvintetten och Schytts samma år.

## Listplaceringar
| Lista (1979–1981) | Topplacering |
| ----------------- | ------------ |
| Norge             | 2            |
| Sverige           | 1            |

### Fotnoter
1. ↑  ”Svensk mediedatabas”. http://smdb.kb.se/catalog/id/001887380. Läst 21 maj 2011.
2. ↑  ”Svensk mediedatabas”. http://smdb.kb.se/catalog/id/001882038. Läst 21 maj 2011.
3. ↑  ”Svensktoppen”. 26 februari 1980. http://sverigesradio.se/Diverse/AppData/Isidor/files/2023/3478.txt. Läst 21 maj 2011.
4. ↑  ”Svensktoppen”. 26 februari 1981. http://sverigesradio.se/Diverse/AppData/Isidor/files/2023/3479.txt. Läst 21 maj 2011.
5. ↑  ”Svensk mediedatabas”. http://smdb.kb.se/catalog/id/001887955. Läst 21 maj 2011.
6. ↑  ”Svensk mediedatabas”. http://smdb.kb.se/catalog/id/001887541. Läst 21 maj 2011.
7. ↑  ”Listplacering”. http://norwegiancharts.com/showitem.asp?interpret=Bill+Lovelady&titel=One+More+Reggae+For+The+Road&cat=s. Läst 21 maj 2011.
8. ↑  ”Listplacering”. http://swedishcharts.com/showitem.asp?interpret=Bill+Lovelady&titel=One+More+Reggae+For+The+Road&cat=s. Läst 21 maj 2011.